# HD 101930b
HD 101930b是一颗位于半人马座、距离地球99.42光年的系外行星，其母星为HD 101930。该行星的质量下限为1/3倍木星质量，接近土星的质量，因此被认为属于类木行星。其轨道与其母星的距离比水星轨道与太阳的距离还小，并带有轻微的离心率。